# Nuevo Estadio de Hatay
El Nuevo Estadio de Hatay (en turco: Yeni Hatay Stadyumu) es un estadio de fútbol, ubicado en la ciudad de Antioquía, Provincia de Hatay, Turquía. Fue inaugurado en 2021 y posee una capacidad para 26.600 espectadores. Es la casa del club Hatayspor que disputa la Superliga de Turquía.
Sustituyó al antiguo Estadio Antakya Atatürk, construido en 1950, que tenía un aforo máximo de 8.765 espectadores.

## Historia
Como parte del proyecto de construcción y modernización de estadios de fútbol que lleva adelante el Ministerio de Deportes de Turquía, la ciudad de Antakya, capital de la provincia de Hatay, ubicada en el extremo sur del país, se adjudicó la construcción de una nueva plaza deportiva que pudiera atender mejor las demandas de los clubes locales, en especial del Hatayspor, que actualmente milita en la Primera División turca.
Diseñado originalmente por los arquitectos turcos Alper Aksoy y Erdem Dokuzer, la fachada exterior del estadio presenta un patrón bicolor, con la cobertura de las gradas norte y este en cplor burdeos, mientras que los techos de las gradas sur y oeste son de color blanco, en referencia a los colores tradicionales de Hatayspor. Con una previsión inicial de que las obras comenzaran en 2013, no fue hasta 2016 cuando el nuevo estadio inicio su construcción.
Con la finalización de las obras a principios de 2021, la inauguración oficial del nuevo estadio estaba prevista para el 27 de marzo con un partido amistoso que se disputaría entre Hatayspor y Fenerbahçe, sin embargo, ante el recrudecimiento del escenario de la pandemia de COVID-19 en Turquía, se decidió aplazar la inauguración, que acabó teniendo lugar el 25 de junio en un acto sin público al que asistió el presidente de Turquía Recep Tayyip Erdoğan. Sin embargo, el primer partido oficial del nuevo estadio tuvo lugar el 14 de agosto y terminó con un empate 1-1 entre Hatayspor y Kasımpaşa, en un partido válido por la Superliga de Turquía.